# Specie di Sparidae
Di seguito sono elencate tutte le specie di pesci ossei della famiglia Sparidae note a settembre 2015

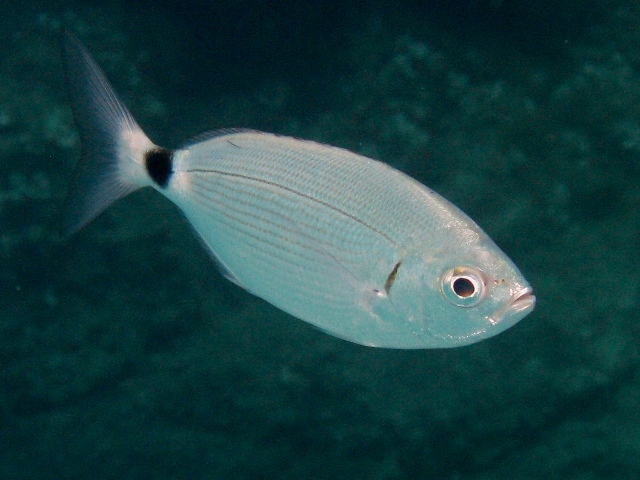
Oblada melanurus

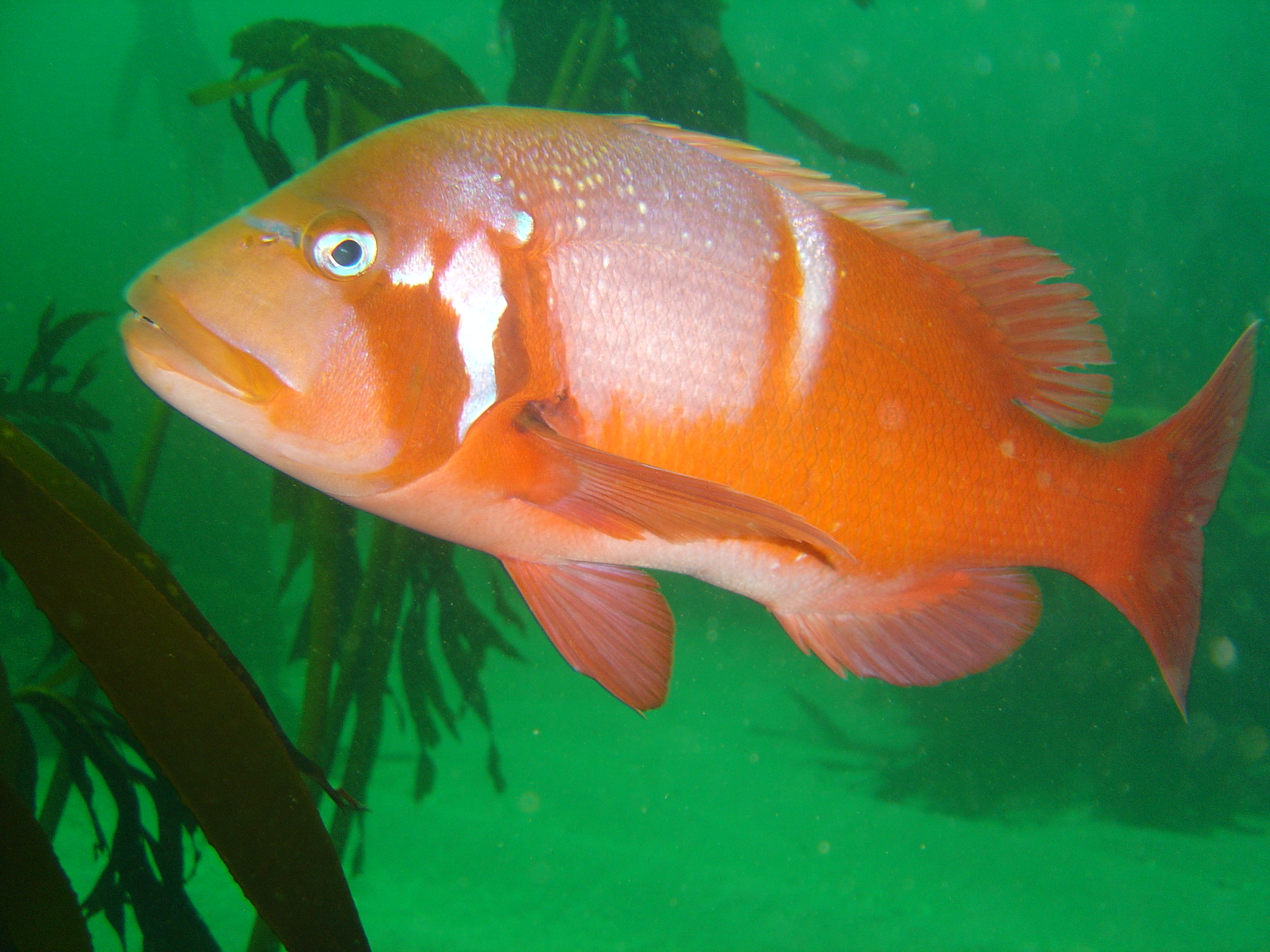
Chrysoblephus laticeps

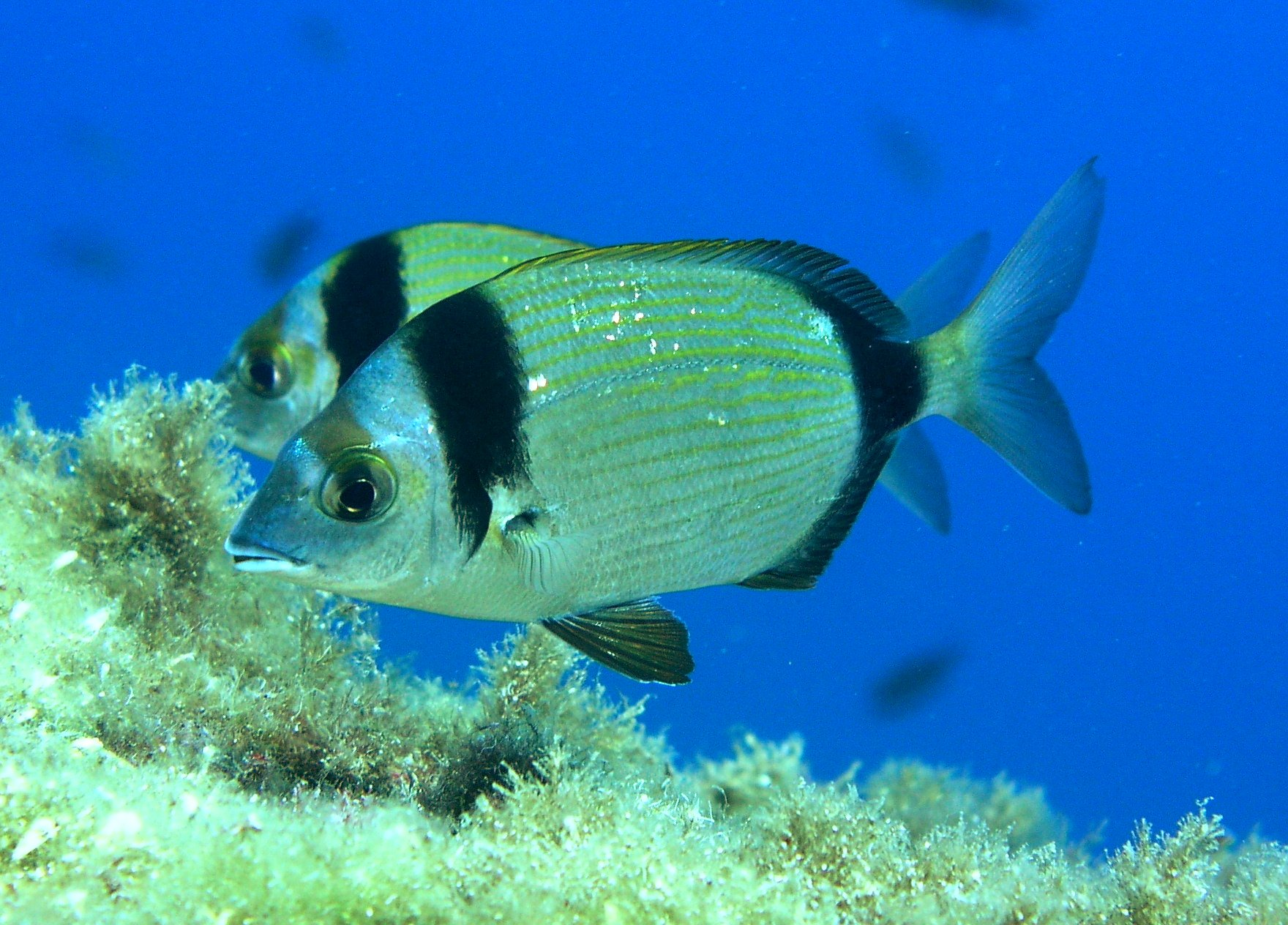
Diplodus vulgaris

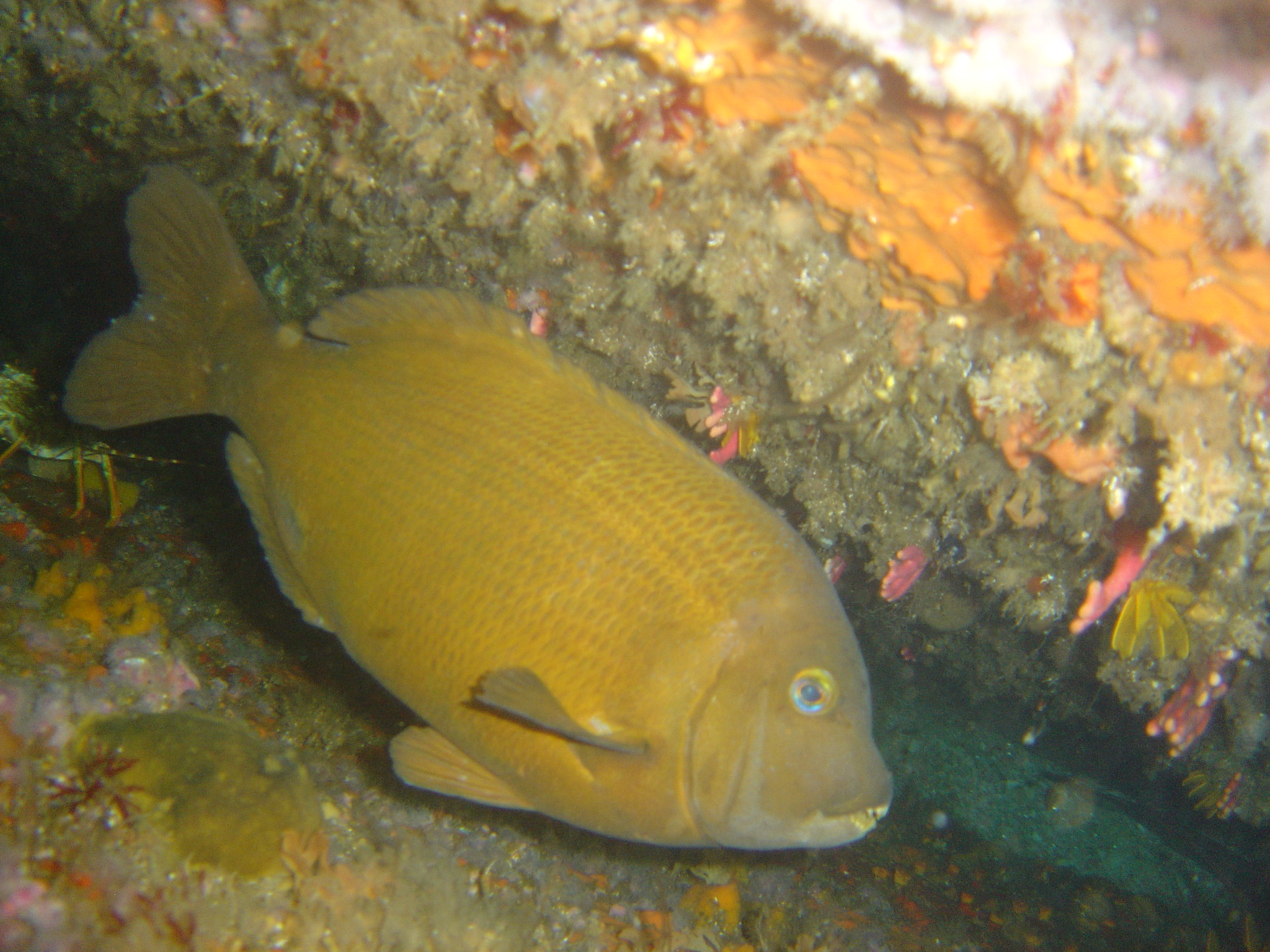
Gymnocrotaphus curvidens

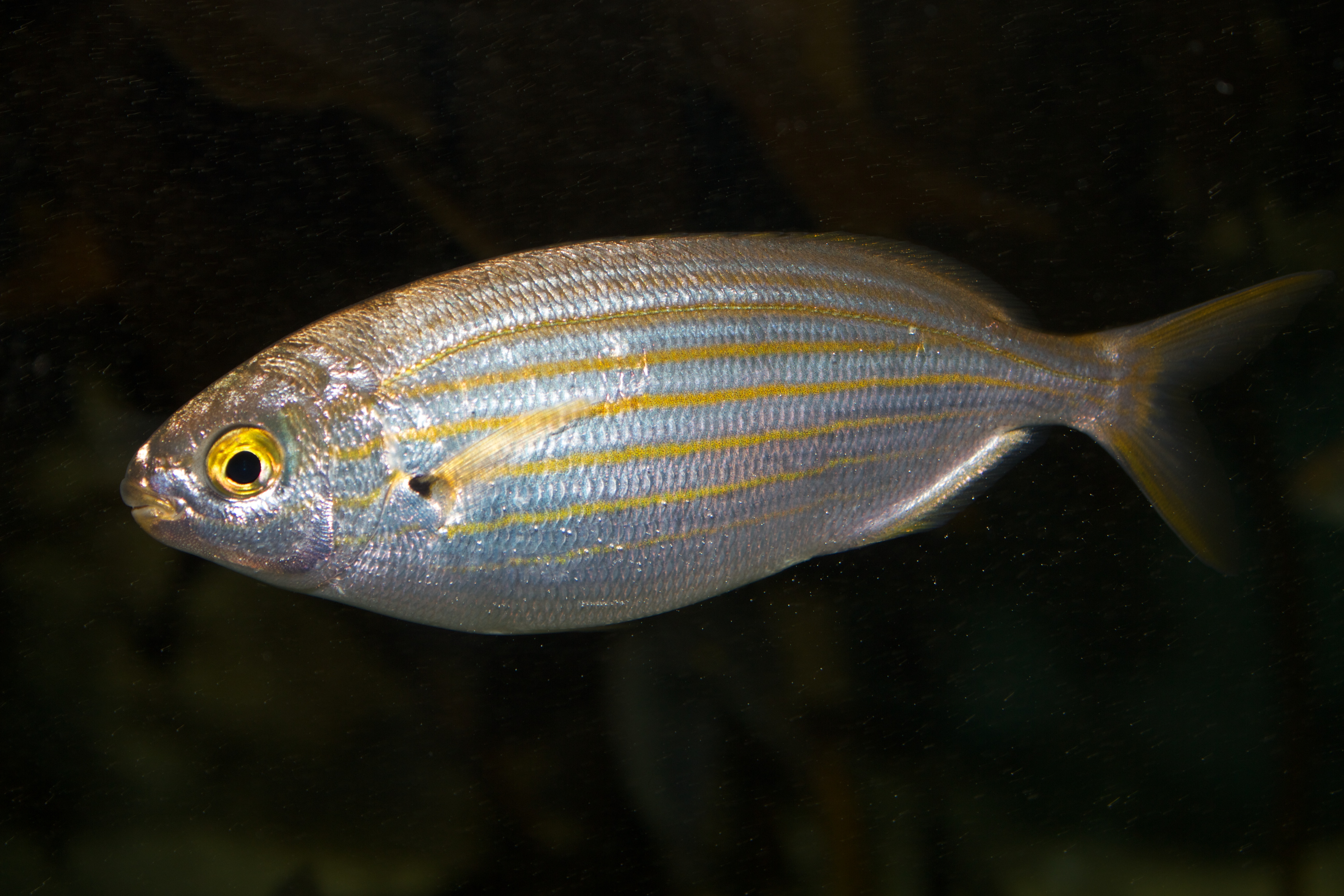
Sarpa salpa

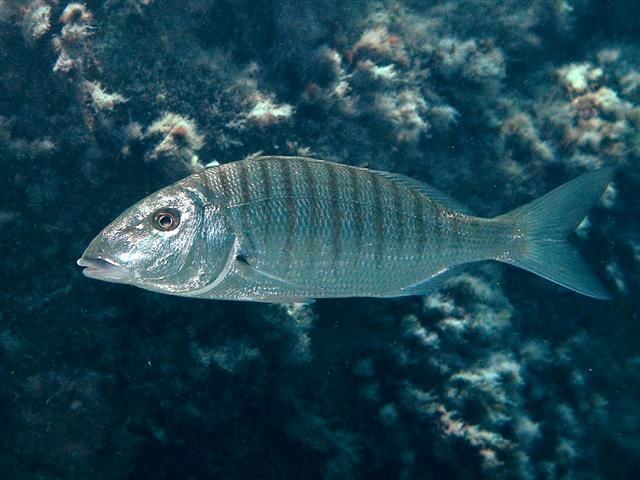
Lithognathus mormyrus

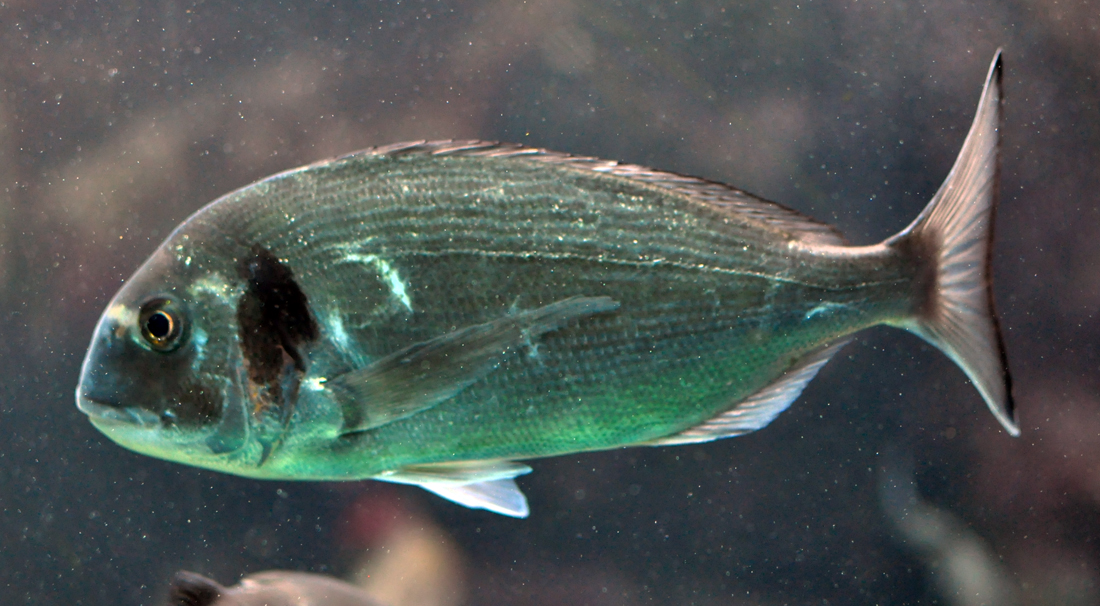
Sparus aurata

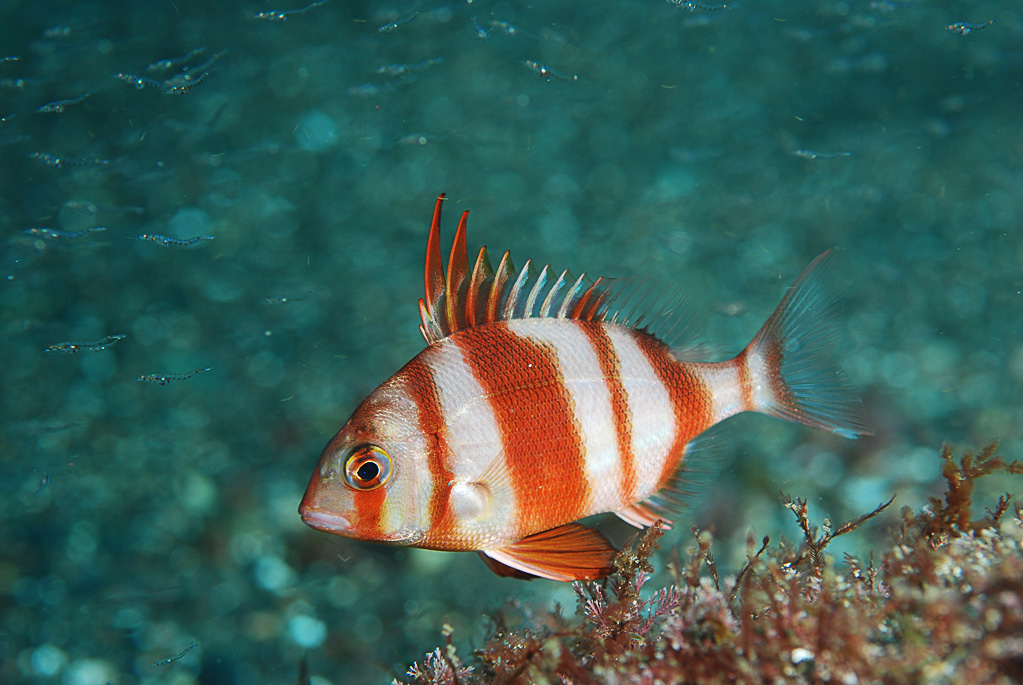
Giovanile di Pagrus auriga

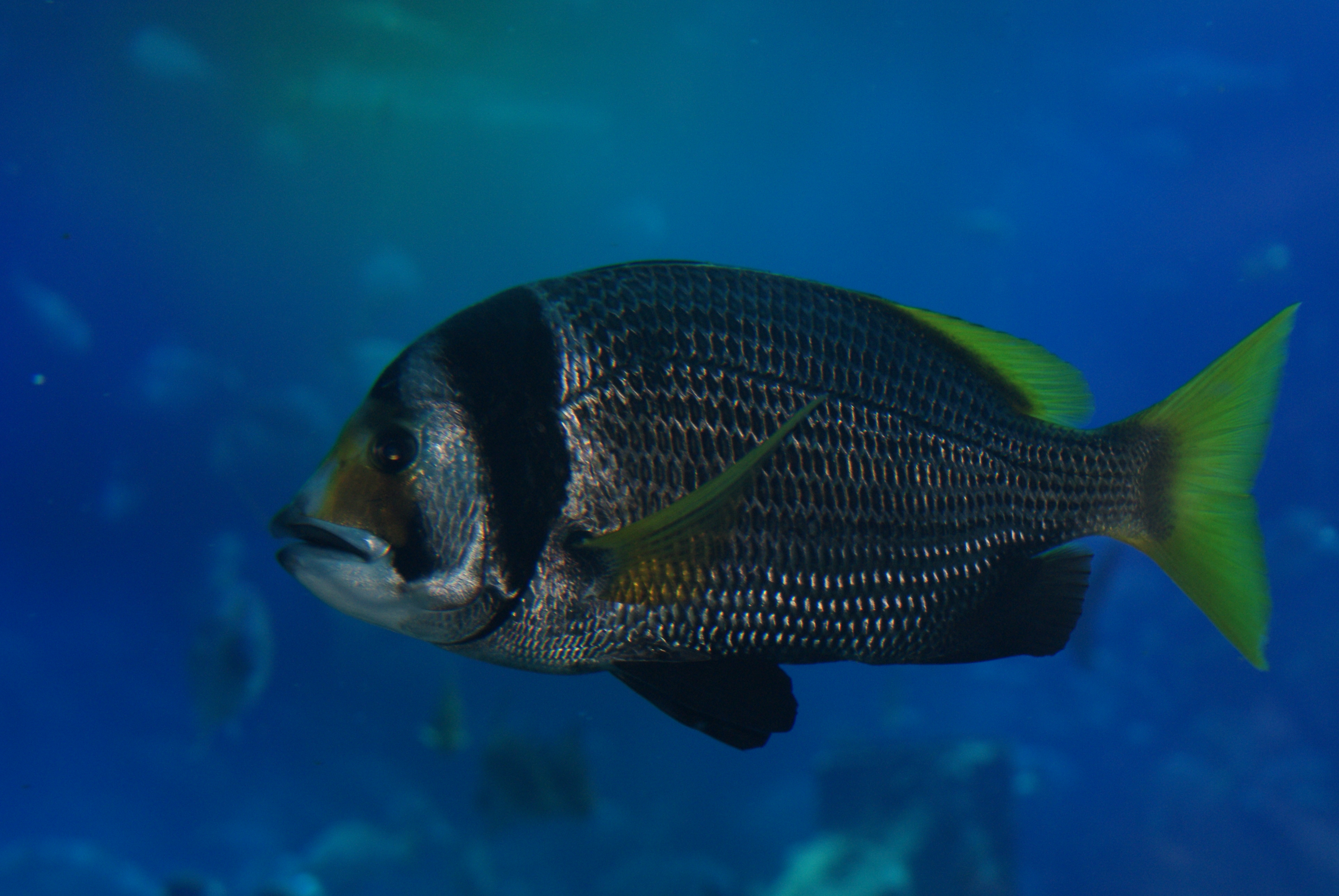
Acanthopagrus bifasciatus

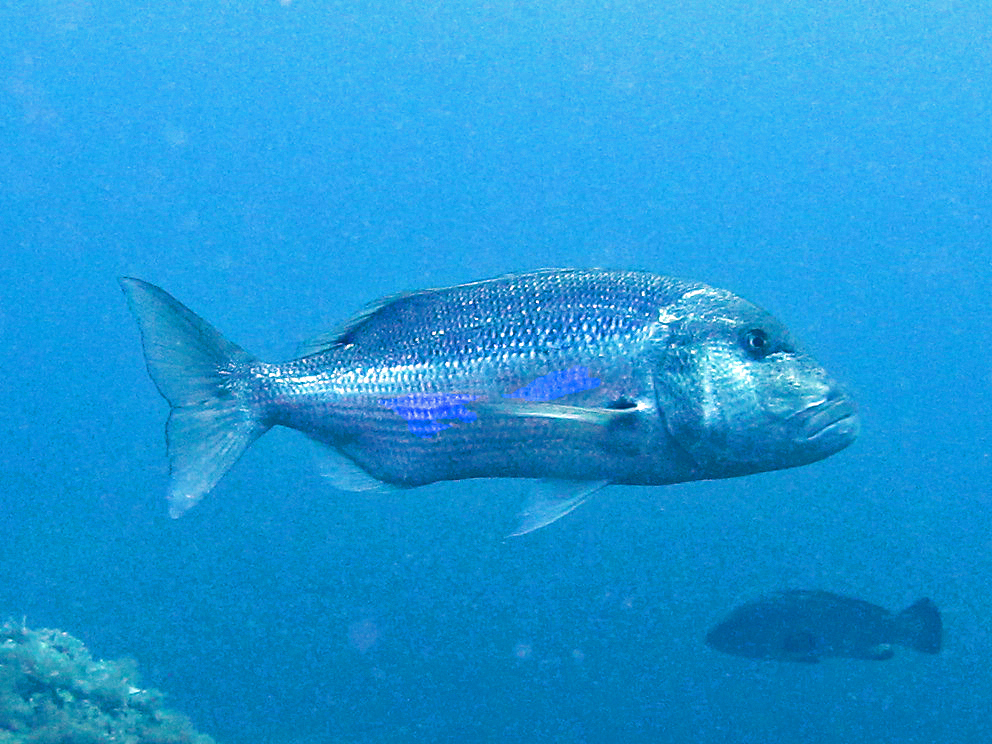
Dentex dentex

- Genere Acanthopagrus
  - Acanthopagrus akazakii
  - Acanthopagrus arabicus
  - Acanthopagrus australis
  - Acanthopagrus berda
  - Acanthopagrus bifasciatus
  - Acanthopagrus butcheri
  - Acanthopagrus catenula
  - Acanthopagrus chinshira
  - Acanthopagrus latus
  - Acanthopagrus longispinnis
  - Acanthopagrus morrisoni
  - Acanthopagrus omanensis
  - Acanthopagrus pacificus
  - Acanthopagrus palmaris
  - Acanthopagrus randalli
  - Acanthopagrus schlegelii
  - Acanthopagrus sheim
  - Acanthopagrus sivicolus
  - Acanthopagrus taiwanensis
  - Acanthopagrus vagus
- Genere Archosargus
  - Archosargus pourtalesii
  - Archosargus probatocephalus
  - Archosargus rhomboidalis
- Genere Argyrops
  - Argyrops bleekeri
  - Argyrops filamentosus
  - Argyrops megalommatus
  - Argyrops spinifer
- Genere Argyrozona
  - Argyrozona argyrozona
- Genere Boops
  - Boops boops
  - Boops lineatus
- Genere Boopsoidea
  - Boopsoidea inornata
- Genere Calamus
  - Calamus arctifrons
  - Calamus bajonado
  - Calamus brachysomus
  - Calamus calamus
  - Calamus campechanus
  - Calamus cervigoni
  - Calamus leucosteus
  - Calamus mu
  - Calamus nodosus
  - Calamus penna
  - Calamus pennatula
  - Calamus proridens
  - Calamus taurinus
- Genere Centracanthus (*)
  - Centracanthus cirrus (*)
- Genere Cheimerius
  - Cheimerius matsubarai
  - Cheimerius nufar
- Genere Chrysoblephus
  - Chrysoblephus anglicus
  - Chrysoblephus cristiceps
  - Chrysoblephus gibbiceps
  - Chrysoblephus laticeps
  - Chrysoblephus lophus
  - Chrysoblephus puniceus
- Genere Crenidens
  - Crenidens crenidens
- Genere Cymatoceps
  - Cymatoceps nasutus
- Genere Dentex
  - Dentex abei
  - Dentex angolensis
  - Dentex barnardi
  - Dentex canariensis
  - Dentex congoensis
  - Dentex dentex
  - Dentex fourmanoiri
  - Dentex gibbosus
  - Dentex hypselosomus
  - Dentex macrophthalmus
  - Dentex maroccanus
  - Dentex spariformis
  - Dentex tumifrons
- Genere Diplodus
  - Diplodus annularis
  - Diplodus argenteus
    - Diplodus argenteus argenteus
    - Diplodus argenteus caudimacula

  - Diplodus bellottii
  - Diplodus bermudensis
  - Diplodus capensis
  - Diplodus cervinus
  - Diplodus fasciatus
  - Diplodus holbrookii
  - Diplodus hottentotus
  - Diplodus noct
  - Diplodus omanensis
  - Diplodus prayensis
  - Diplodus puntazzo
  - Diplodus sargus
    - Diplodus sargus ascensionis
    - Diplodus sargus cadenati
    - Diplodus sargus helenae
    - Diplodus sargus kotschyi
    - Diplodus sargus lineatus
    - Diplodus sargus sargus

  - Diplodus vulgaris
- Genere Evynnis
  - Evynnis cardinalis
  - Evynnis ehrenbergii
  - Evynnis mononematos
- Genere Gymnocrotaphus
  - Gymnocrotaphus curvidens
- Genere Lagodon
  - Lagodon rhomboides
- Genere Lithognathus
  - Lithognathus aureti
  - Lithognathus lithognathus
  - Lithognathus mormyrus
  - Lithognathus olivieri
- Genere Oblada
  - Oblada melanurus
- Genere Pachymetopon
  - Pachymetopon aeneum
  - Pachymetopon blochii
  - Pachymetopon grande
- Genere Pagellus
  - Pagellus acarne
  - Pagellus affinis
  - Pagellus bellottii
  - Pagellus bogaraveo
  - Pagellus erythrinus
  - Pagellus natalensis
- Genere Pagrus
  - Pagrus africanus
  - Pagrus auratus
  - Pagrus auriga
  - Pagrus caeruleostictus
  - Pagrus major
  - Pagrus pagrus
- Genere Parargyrops
  - Parargyrops edita
- Genere Petrus
  - Petrus rupestris
- Genere Polyamblyodon
  - Polyamblyodon germanum
  - Polyamblyodon gibbosum
- Genere Polysteganus
  - Polysteganus baissaci
  - Polysteganus coeruleopunctatus
  - Polysteganus mascarenensis
  - Polysteganus praeorbitalis
  - Polysteganus undulosus
- Genere Porcostoma
  - Porcostoma dentata
- Genere Pterogymnus
  - Pterogymnus laniarius
- Genere Rhabdosargus
  - Rhabdosargus globiceps
  - Rhabdosargus haffara
  - Rhabdosargus holubi
  - Rhabdosargus niger
  - Rhabdosargus sarba
  - Rhabdosargus thorpei
- Genere Sarpa
  - Sarpa salpa
- Genere Sparidentex
  - Sparidentex belayewi
  - Sparidentex datnia
  - Sparidentex hasta
  - Sparidentex jamalensis
- Genere Sparodon
  - Sparodon durbanensis
- Genere Sparus
  - Sparus aurata
- Genere Spicara (*)
  - Spicara alta (*)
  - Spicara australis (*)
  - Spicara axillaris (*) (*)
  - Spicara maena (*)
  - Spicara martinicus (*)
  - Spicara melanurus (*)
  - Spicara nigricauda (*)
  - Spicara smaris (*)
- Genere Spondyliosoma
  - Spondyliosoma cantharus
  - Spondyliosoma emarginatum
- Genere Stenotomus
  - Stenotomus caprinus
  - Stenotomus chrysops
- Genere Virididentex
  - Virididentex acromegalus

(*) I generi Centracanthus e Spicara vengono attribuiti da molti studiosi a una famiglia distinta, Centracanthidae.